# شادی پریدر
شادی پریدر (زادهٔ ۱۱ تیر ۱۳۶۵) نخستین شطرنج‌باز ایرانی است که درجهٔ استادبزرگ زنان را در سال ۲۰۰۴ به دست آورد. پریدر ۴ بار عنوان قهرمان شطرنج زنان ایران را در کارنامه دارد. وی از بهمن سال ۱۴۰۳ رئیس فدراسیون شطرنج ایران است  و پیش‌تر نیز سرپرست این فدراسیون بوده‌است.

## زندگی
شادی پریدر از ۷ سالگی آموزش شطرنج را آغاز کرد. از سال ۷۳ تا ۷۹ به‌طور مستمر در مسابقات رده‌های سنی زیر ۱۰، ۱۲ و ۱۴ دختران کشور قهرمان شد. در سال ۷۴ در ۹ سالگی به عضویت تیم ملی بزرگسالان بانوان درآمد. در سال ۷۴ نفر اول بزرگسالان بانوان تهران و نفر سوم کشور شد. در سال ۷۶ درجهٔ استاد فیده بانوان را کسب کرد و در مسابقات زیر ۱۲ سال دختران جهان در فرانسه به مقام چهاردهم رسید. در سال ۷۷ اولین مسابقات آزاد بانوان در ایران را با امتیاز کامل فتح کرد و نفر چهارم دانش‌آموزان دختر زیر ۱۲ سال جهان در مسکو و نفر هفتم دختران زیر ۱۲ سال جهان در اسپانیا شد. در سال ۷۸ نفر سوم بزرگسالان بانوان کشور، نفر اول انتخابی تیم ملی بانوان و نفر پنجم دختران زیر ۱۴ سال آسیا در هند شد. در سال ۷۹ قهرمان بانوان بزرگسالان کشور با امتیاز کامل (۹ از ۹) شد و درجهٔ استاد بین‌المللی بانوان را به دست آورد. در سال ۸۱ قهرمان دختران زیر ۱۶ سال آسیا شد و در مسابقات قهرمانی شهرهای آسیا اولین شطرنج‌باز زنی شد که به مقام سوم انفرادی می‌رسید.
پریدر در سال ۱۳۸۳ (۲۰۰۴) در المپیاد شطرنج موفق به شکست قهرمان شطرنج زنان جهان «آنتونتا استفانووا» شد و عنوان استاد بزرگ شطرنج زنان را کسب کرد. وی در بازی‌های آسیایی داخل سالن ماکائو ۲۰۰۷ هم به یک مدال نقره در شطرنج سریع انفرادی و یک مدل برنز در شطرنج سریع تیمی و در بازی‌های آسیایی داخل سالن کوانگ نین ۲۰۰۹ هم به مدال برنز شطرنج برق‌آسای تیمی رسید. او در سال‌های ۲۰۰۳، ۲۰۰۵ و ۲۰۰۸ نفر سوم انفرادی در قهرمانی شطرنج تیمی زنان آسیا و در سال ۲۰۰۹ نفر اول انفرادی و نفر سوم تیمی در این مسابقات شد.

## سبک بازی
پریدر تقریباً همیشه بازی را با e4 شروع می‌کند و در پاسخ به دفاع سیسیلی به واریاسیون آلاپین ‎1.e4 c5 2.c3‏ و در پاسخ e5 به «بازی ایتالیایی» روی می‌آورد. با مهرهٔ سیاه هم در جواب e4 بیشتر واریاسیون تایمانوف در دفاع سیسیلی را بازی می‌کند.

## رتبه‌بندی
آخرین رتبه او در اکتبر ۲۰۱۰ معادل ۲۲۵۳ بوده‌ است که او را در ردهٔ سی‌وهشتم بین کل شطرنج‌بازان فعال ایرانی و ردهٔ سوم بین شطرنج‌بازان زن کشور در آن زمان قرار داده بود.